# Война вирусов
«Война вирусов» — игра, имитирующая развитие двух колоний вирусов, которые развиваются сами и уничтожают друг друга.

## Правила игры

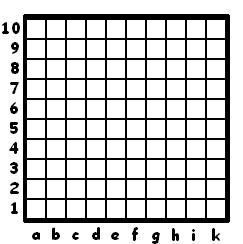
Игровое поле в начале игры

- Играют в «войну вирусов» два игрока на доске 10 на 10 клеток, один крестиками, другой ноликами.
- Ходят поочерёдно. Начинают крестики. Каждый ход состоит из трёх отдельных последовательных ходов (назовём их «ходиками»).
- Каждый «ходик» является либо размножением, либо убиванием. Размножение — это выставление своего символа в любую доступную пустую клетку доски, а убивание — это объявление убитым некоторого чужого символа, который находится на доступной клетке.
- Клетка считается доступной для крестиков, если она либо непосредственно соприкасается (по вертикали, горизонтали или диагонали) с живым крестиком, либо через цепочку убитых ноликов(но не через цепочку убитых крестиков!).
- Аналогично определяются клетки, доступные для ноликов: либо непосредственно соприкасающиеся с одним из ноликов, либо через цепочку убитых крестиков.
- Убитые крестики обводятся кружком, убитые нолики закрашиваются. Если игра ведётся не на бумажной доске, а при помощи доски «многоразового использования» и фишек с изображениями крестиков и ноликов, то убитую фишку надо накрыть своей фишкой.
- В начале игры доска пуста, и полей доступных для крестиков нет, поэтому в порядке исключения они имеют право сделать свой первый «ходик» на a1. Точно также нолики имеют право своим первым «ходиком» выставиться на k10.
- В любой момент игрок может отказаться от хода. Однако выполнение вместо полного хода лишь одного или двух «ходиков» запрещается, за исключением того случая, когда выполнить полный ход невозможно в принципе.
- Запрещается:

1. Ставить свой символ в уже занятую клетку.
2. Убивать уже убитые символы противника.

- Целью игры является полное уничтожение колонии противника (то есть убивание всех вражеских символов). Если оба игрока, считая такое уничтожение невозможным, отказываются от хода, партия считается закончившейся вничью. В СУНЦ УрГУ игрался вариант, в котором выигравшим считался игрок, сделавший последний ход; в таком варианте ничьей не существует.

## Нотация игры
Нотация игры производится просто. Ход обозначается x¹n¹-x²n²-x³n³ , где x¹x²x³ — буквы, отвечающие
за координаты по горизонтали для всех трёх «ходиков», а n¹n²n³ — цифры, отвечающие за координаты по вертикали. 

Например: a1-b2-c3 или h1-f1-h10.

## Стратегияигры

### Крепость

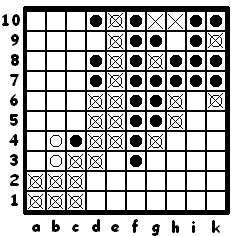
Пример «Крепостей». Крестики защищены от ноликов убитыми ноликами, но нолики в свою очередь защищены от крестиков убитыми крестиками.

Убитые символы противника могут образовать своеобразную «крепость». Если оба игрока построили крепость,
то игра сыграна вничью.

### Атака узким и широким фронтом
Атака широким фронтом обычно бывает успешнее, чем атака узким фронтом.
Рассмотрим пример (Рис. 1):

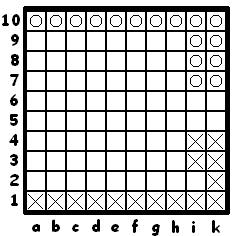
Рис. 1 Атака узким фронтом

Если здесь крестики попробуют атаковать, то их ждет разочарование.
1. k5-k6-i7, k6-k5-i4
2. i5-i6-k7, h7-i6-i5 и нолики выигрывают.

Другой вариант:
1. h5-h6-i7, h7-h6-h5
2. i5-i6-h7, i6-i5-i4
3. k5-k6-k7, h8-g7-k6 с проигрышем крестиков.

На рис.2 пример с широким фронтом. Здесь крестики начинают и выигрывают.
1. k5-k6-i7, k6-k5-i4
2. i5-i6-k7, h7-i6-i5
3. h5-h6-h7 с выигрышем.

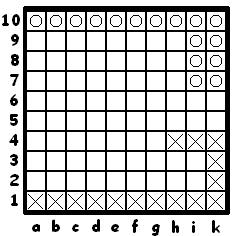
Рис.2 Атака широким фронтом

Из этих соображений важен захват углов. Если вы сможете захватить углы a10 и k1, то фронт у соперника непременно будет уже.
Захват обоих углов обычно даёт решающее преимущество.

## Бункер
Когда один или несколько символов игрока оказывается полностью окружённым убитыми символами противника, возникает т.н. бункер. Построение бункера существенно повышает вероятность выигрыша.